# Angela Melitopoulos
Angela Melitopoulos (* 1961 in München) ist eine deutsche Installations-, Video- und Klangkünstlerin.

## Leben und Werk
Angela Melitopoulos studierte an der Kunstakademie Düsseldorf bei Nam June Paik und erlangte den Ph.D. am Goldsmiths, University of London.
Sie arbeitet mit verschiedenen politischen Netzwerken in Paris, Italien, der Türkei und Deutschland zusammen. Melitopoulos lehrte an verschiedenen Hochschulen, darunter die Kunsthochschule für Medien Köln, die Universität Potsdam und an der Technischen Universität des Nahen Ostens. Sie folgte einem Ruf als Professorin an die Königlich Dänische Kunstakademie in Kopenhagen.
Ihre Videoarbeiten, Installationen und Klangarbeiten konzentrieren sich auf Erinnerung, Zeit, politische Geografien, Migration und Mobilität.
Sie publizierte Texte, die sie vorwiegend in Zusammenarbeit mit Maurizio Lazzarato verfasste, mit dem sie auch des Öfteren filmisch zusammenarbeitet. Seit 1985 wurden ihre Arbeiten ausgezeichnet und auf internationalen Filmfestivals, unter anderem Internationale Filmfestspiele Berlin, Locarno Festival, International Film Festival Rotterdam, European Media Art Festival und WWV Amsterdam, gezeigt. Zudem stellte sie in Museen wie Centre Georges-Pompidou, Whitney Museum, Kölnischer Kunstverein und dem Musée d'art contemporain de Montréal aus. Ihre Arbeit Crossings (2017) wurde auf der documenta 14 in Kassel gezeigt. Weitere Arbeiten sind Passing Drama (1999), Assemblages (2010) und Déconnage (2011).

## Auszeichnungen
- 2018: Stipendium der Villa Kamogawa, Kyoto[5]